# بانيك أوسترافا
بانيك أوسترافا هو نادي كرة قدم في التشيك تأسس في 1922 يقع في أوسترافا.

## وصلات خارجية
- الموقع الرسمي